# マピュース
マピュース（欧字名:Ma Puce、2022年3月26日 - ）は、日本の競走馬。主な勝ち鞍は2025年の中京記念。
馬名の意味は、「かわいい子」（仏）。

## 経歴

### デビュー前
2022年3月26日、北海道千歳市の社台ファームで誕生。2023年のセレクトセール1歳市場で吉本雄二により4000万円（税別）で落札された。その後、美浦・和田勇介厩舎に入厩した。

### 2歳（2024年）
8月24日新潟芝1600mの2歳新馬に2番人気で出走。中団のやや後ろでレースを進めると、最後の直線で先に抜け出したエルムラントとズットマツモトを外から差し切ってデビュー戦を勝利で飾る。重賞初挑戦となったアルテミスステークスは中団追走も直線で伸び切れず7着に終わるも、11月17日の赤松賞（1勝クラス）では好位追走から直線で抜け出すと最後はレイユールの追撃を振り切り2勝目をマークする。

### 3歳（2025年）
2月15日のクイーンカップで始動。道中は中団グループに位置すると最後の直線で外から追い込んできたがエンブロイダリーの2着に惜敗する。4月13日の桜花賞では9番人気で出走。道中は後方で脚を溜め、最後の直線で懸命に脚を伸ばしてきたが4着という結果に終わる。この後、5月11日に行われたNHKマイルカップではパンジャタワーの7着に敗れて休養に入る。休養後は紫苑ステークスのプランもあったが、別定戦で負担重量52kgだったことと、開催が進んだ馬場がいいということから、8月17日の中京記念に出走。道中2番手追走から直線で脚を伸ばすと、最後は逃げ粘るシンフォーエバーをクビ差で差し切って重賞初制覇を果たした。同競走を3歳牝馬が制したのは史上初。

## 競走成績
以下の内容は、netkeiba.comおよびJBISサーチに基づく。
| 競走日     | 競馬場 | 競走名      | 格   | 距離（馬場）  | 頭 数 | 枠 番 | 馬 番 | オッズ （人気） | 着順 | タイム （上り3F） | 着差 | 騎手      | 斤量 [kg] | 1着馬（2着馬）       | 馬体重 [kg] |
| ---------- | ------ | ----------- | ---- | ------------- | ----- | ----- | ----- | --------------- | ---- | ----------------- | ---- | --------- | --------- | -------------------- | ----------- |
| 2024.08.24 | 新潟   | 2歳新馬     |      | 芝1600m（良） | 12    | 2     | 2     | 006.30（2人）   | 01着 | R1:37.3（33.8）   | -0.0 | 0田辺裕信 | 55        | (エルムラント)       | 484         |
| 0000.10.26 | 東京   | アルテミスS | GIII | 芝1600m（良） | 11    | 6     | 6     | 057.90（8人）   | 07着 | R1:34.3（33.4）   | -0.5 | 0田辺裕信 | 55        | ブラウンラチェット   | 500         |
| 0000.11.17 | 東京   | 赤松賞      | 1勝  | 芝1600m（良） | 7     | 5     | 5     | 005.20（3人）   | 01着 | R1:33.9（33.8）   | -0.1 | 0田辺裕信 | 55        | (レイユール)         | 494         |
| 2025.02.15 | 東京   | クイーンC   | GIII | 芝1600m（良） | 14    | 4     | 6     | 023.40（8人）   | 02着 | R1:32.6（34.8）   | -0.4 | 0田辺裕信 | 55        | エンブロイダリー     | 494         |
| 0000.04.13 | 阪神   | 桜花賞      | GI   | 芝1600m（稍） | 18    | 2     | 3     | 035.80（9人）   | 04着 | R1:34.0（34.7）   | -0.9 | 0田辺裕信 | 55        | エンブロイダリー     | 486         |
| 0000.05.11 | 東京   | NHKマイルC  | GI   | 芝1600m（良） | 18    | 6     | 12    | 010.10（5人）   | 07着 | R1:32.2（34.6）   | -0.5 | 0田辺裕信 | 55        | パンジャタワー       | 482         |
| 0000.08.17 | 中京   | 中京記念    | GIII | 芝1600m（良） | 12    | 1     | 1     | 008.70（5人）   | 01着 | R1:32.3（34.6）   | -0.1 | 0横山武史 | 52        | （シンフォーエバー） | 488         |

- 競走成績は2025年8月17日現在

## 血統表
| マピュースの血統                     | マピュースの血統                                                 | マピュースの血統                                                 | （血統表の出典）                                                 | （血統表の出典） |
| 父系                                 | デピュティミニスター系                                           | デピュティミニスター系                                           | デピュティミニスター系                                           | [ § 2 ]          |
| 父 *マインドユアビスケッツ 2013 栗毛 | 父の父Posse 2000 鹿毛                                            | Silver Deputy                                                    | Deputy Minister                                                  | Deputy Minister  |
| 父 *マインドユアビスケッツ 2013 栗毛 | 父の父Posse 2000 鹿毛                                            | Silver Deputy                                                    | Silver Valley                                                    |                  |
| 父 *マインドユアビスケッツ 2013 栗毛 | 父の父Posse 2000 鹿毛                                            | Raska                                                            | Rahy                                                             | Rahy             |
| 父 *マインドユアビスケッツ 2013 栗毛 | 父の父Posse 2000 鹿毛                                            | Raska                                                            | Borishka                                                         |                  |
| 父 *マインドユアビスケッツ 2013 栗毛 | 父の母Jazzmane 2006 栗毛                                         | Toccet                                                           | Awesome Again                                                    | Awesome Again    |
| 父 *マインドユアビスケッツ 2013 栗毛 | 父の母Jazzmane 2006 栗毛                                         | Toccet                                                           | Cozzene's Angel                                                  |                  |
| 父 *マインドユアビスケッツ 2013 栗毛 | 父の母Jazzmane 2006 栗毛                                         | Alljazz                                                          | Stop the Music                                                   | Stop the Music   |
| 父 *マインドユアビスケッツ 2013 栗毛 | 父の母Jazzmane 2006 栗毛                                         | Alljazz                                                          | Bounteous                                                        |                  |
| 母 フィルムフランセ 2014 鹿毛        | 母の父*シンボリクリスエス 1999 黒鹿毛                            | Kris S.                                                          | Robert                                                           | Robert           |
| 母 フィルムフランセ 2014 鹿毛        | 母の父*シンボリクリスエス 1999 黒鹿毛                            | Kris S.                                                          | Sharp Queen                                                      |                  |
| 母 フィルムフランセ 2014 鹿毛        | 母の父*シンボリクリスエス 1999 黒鹿毛                            | Tee Kay                                                          | Gold Meridian                                                    | Gold Meridian    |
| 母 フィルムフランセ 2014 鹿毛        | 母の父*シンボリクリスエス 1999 黒鹿毛                            | Tee Kay                                                          | Tri Argo                                                         |                  |
| 母 フィルムフランセ 2014 鹿毛        | 母の母フレンチノワール 2005 鹿毛                                 | *フレンチデピュティ                                              | Deputy Minister                                                  | Deputy Minister  |
| 母 フィルムフランセ 2014 鹿毛        | 母の母フレンチノワール 2005 鹿毛                                 | *フレンチデピュティ                                              | Mitterand                                                        |                  |
| 母 フィルムフランセ 2014 鹿毛        | 母の母フレンチノワール 2005 鹿毛                                 | パープルホワイト                                                 | フジキセキ                                                       | フジキセキ       |
| 母 フィルムフランセ 2014 鹿毛        | 母の母フレンチノワール 2005 鹿毛                                 | パープルホワイト                                                 | *カノープス                                                      |                  |
| 母系(F-No.)                          | (FN:1-s)                                                         | (FN:1-s)                                                         | (FN:1-s)                                                         | [ § 3 ]          |
| 5代内の近親交配                      | Deputy Minister：S4×M4×S5、Roberto：M4×S5、Hail to Reason：S5×M5 | Deputy Minister：S4×M4×S5、Roberto：M4×S5、Hail to Reason：S5×M5 | Deputy Minister：S4×M4×S5、Roberto：M4×S5、Hail to Reason：S5×M5 | [ § 4 ]          |
| 出典                                 | 1. 2. 3. 4.                                                      | 1. 2. 3. 4.                                                      | 1. 2. 3. 4.                                                      | 1. 2. 3. 4.      |

- 叔父にレッドルゼル（2021年JBCスプリントほか）。